# قطعنامه ۱۲۰۸ شورای امنیت
قطعنامه ۱۲۰۸ شورای امنیت سازمان ملل متحد که در تاریخ ۱۹ نوامبر ۱۹۹۸ تصویب شد، سندی بین‌المللی دربارهٔ بررسی وضعیت در آفریقا است. این قطعنامه طی نشست ۳۹۴۵ام با ۱۵ رای موافق، ۰ مخالف و ۰ ممتنع تصویب شد.